# 維多利亞塔

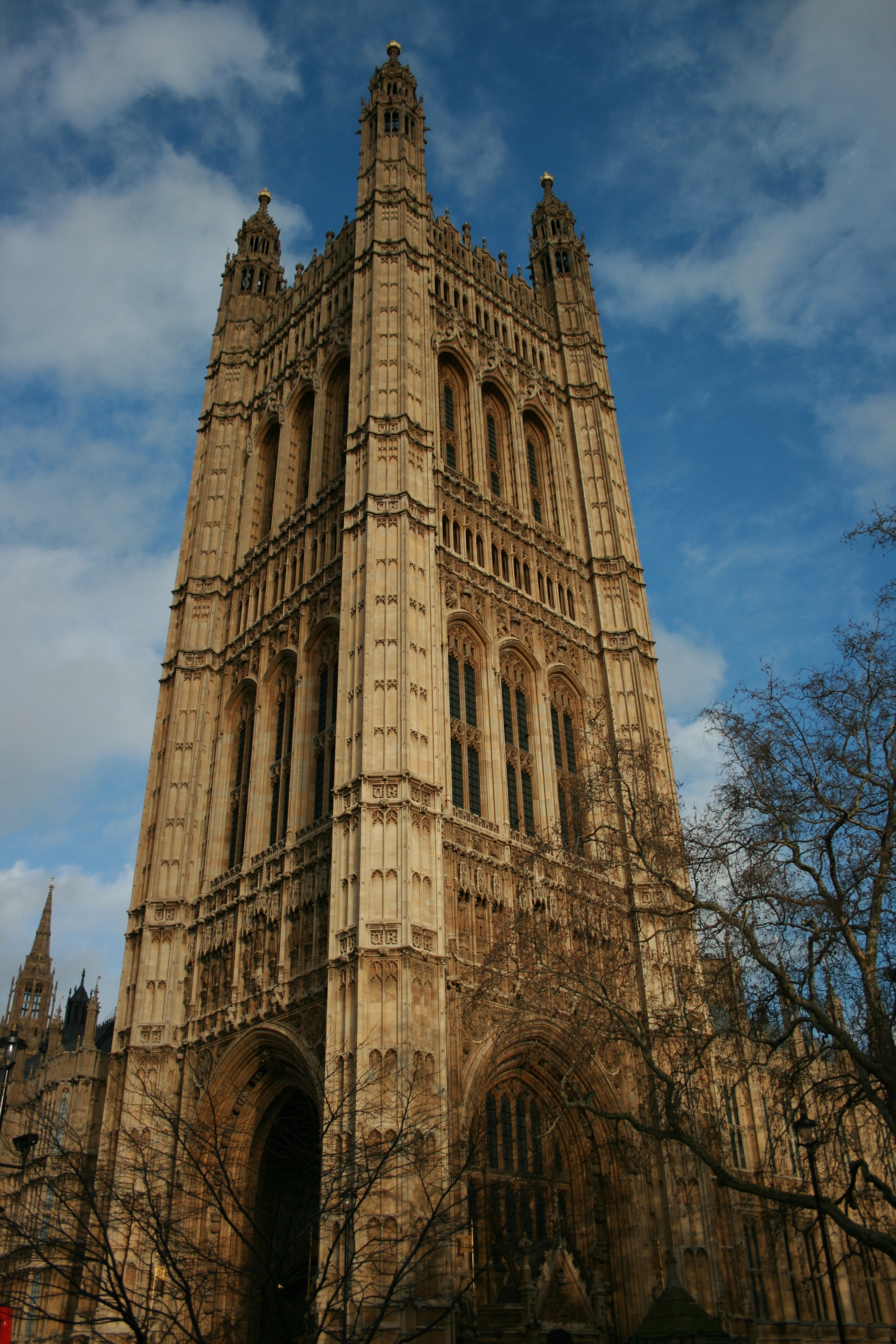

維多利亞塔（Victoria Tower）是位於倫敦威斯敏斯特宫西南角的一座方形塔建築。這座建築高98.5（323英尺），略高於伊麗莎白塔（96.3（316英尺））。在竣工當時，這座建築是世界最高的塔。這座建築竣工於1860年，最初名為國王塔，在1897年定名為維多利亞塔，紀念維多利亞女王即位鑽禧。